# Leona de Baena
La Leona de Baena es una escultura ibera de piedra caliza datada a finales del siglo VI a. C. Fue encontrada en el yacimiento arqueológico del Cerro del Minguillar, situado en la localidad de Baena (Provincia de Córdoba, Andalucía, España), donde se ubican los restos de la antigua Iponuba, ciudad ibero-romana perteneciente a la región Bética. 
Representa a una leona tumbada y en actitud amenazante, y seguramente fue parte de un monumento funerario cuya tumba estaría protegiendo simbólicamente.
La escultura está expuesta en el Museo Arqueológico Nacional de España (Madrid), junto a diversas esculturas del periodo ibérico, y tiene el número de inventario 20418. Se encuentra una reproducción en bronce en la plaza Palacio de Baena y otra en el Museo Histórico y Arqueológico de Baena.